# 크라테르
크라테르 또는 크레이터(고대 그리스어: κρᾱτήρ 크라테르[*], grc; 라틴어: crātēr, la)는 고대 그리스의 도예와 금속 공예에서 주로 포도주를 물과 섞는 데 사용되었던 크고 손잡이가 두 개 달린 꽃병의 한 종류였다.

## 형태와 기능
그리스 심포지엄에서 크라테르는 방 중앙에 놓였다. 크라테르는 상당히 커서 채워졌을 때 쉽게 운반하기 어려웠다. 따라서 포도주-물 혼합물은 [[[키아토스]]] 오류: {{전자}}: transliteration text not Latin script (pos 3: 키) (도움말) (pl.: [키아토이] 오류: {{전자}}: transliteration text not Latin script (pos 1: 키) (도움말)), 암포라 (pl.: [암포라이] 오류: {{전자}}: transliteration text not Latin script (pos 1: 암) (도움말)), 또는 [[[킬릭스]]] 오류: {{전자}}: transliteration text not Latin script (pos 3: 킬) (도움말) (pl.: [킬리케스] 오류: {{전자}}: transliteration text not Latin script (pos 1: 킬) (도움말))와 같은 다른 용기로 크라테르에서 퍼냈다. 실제로 호메로스의 오디세이아는 연회에서 시종이 크라테르에서 포도주를 퍼내어 손님들의 잔에 따르기 위해 이리저리 뛰어다니는 모습을 묘사한다. 오늘날 희석되지 않은 포도주를 뜻하는 현대 그리스어 [크라시] 오류: {{전자}}: transliteration text not Latin script (pos 1: 크) (도움말) (κρασί)는 크라테르에서 포도주와 물을 [크라시스] 오류: {{전자}}: transliteration text not Latin script (pos 1: 크) (도움말) (κράσις, lit. '혼합')했던 것에서 유래했다.
도자기 크라테르는 흙 표면을 물에 더 잘 견디게 하고, 또한 내부가 쉽게 보였기 때문에 미적인 이유로도 내부를 유약 처리했다. 크라테르의 외부는 종종 그리스 생활의 장면들을 묘사했는데, 예를 들어 기원전 760년에서 735년 사이에 제작된 아티카 후기 1 크라테르는 다른 장례 용품들과 함께 발견되었으며, 그 외부는 묘지로 향하는 장례 행렬을 묘사했다.

## 사용법
각 심포지엄이 시작될 때마다 참가자들은 심포시아르크(고대 그리스어: συμποσίαρχος 심포시아르코스[*])를 선출했다. 그는 포도주 시종들을 통제하여 포도주 희석 정도와 파티 중 변화, 그리고 잔을 채우는 속도를 결정했다. 따라서 크라테르와 그것이 채워지고 비워지는 방식은 [심포시아르크] 오류: {{전자}}: transliteration text not Latin script (pos 1: 심) (도움말)의 권위의 중심이었다. 현명한 심포시아르크는 동료 심포지엄 참가자들의 취한 정도를 진단하고 심포지엄이 술에 취한 과도함 없이 순조롭게 진행되도록 할 수 있어야 했다.

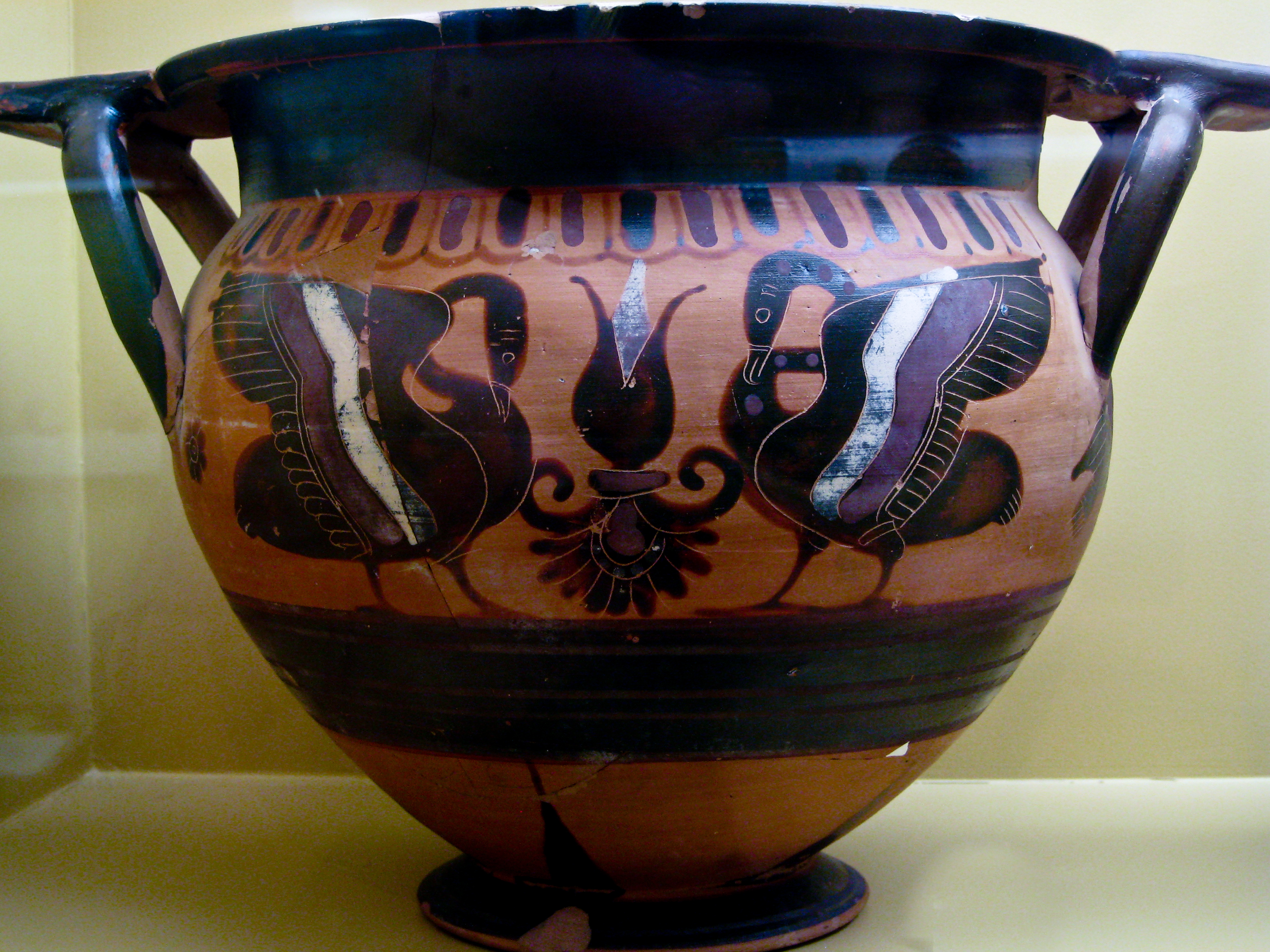
리도스의 양식으로 제작된, 백조를 묘사한 흑회식 칼럼 크라테르, c. 550 BC, 아테네의 아고라 박물관, 아테네

## 형태

### 칼럼 크라테르 ([켈레베]오류: {{전자}}: transliteration text not Latin script (pos 1: 켈) (도움말))
이 형태는 기원전 7세기에 코린토스에서 시작되었으나, 아테네인들이 이를 계승하여 일반적으로 흑회식으로 제작되었다. 높이는 35 센티미터 (14 in)에서 56 센티미터 (22 in)에 이르렀으며, 보통 세 조각으로 만들어졌다: 몸체/어깨 부분 하나, 받침대 하나, 목/입술/테두리 하나. 손잡이는 따로 만들어 붙였다. 고고학자 톰리스 바키르가 이를 연구했다.

### 칼릭스 크라테르

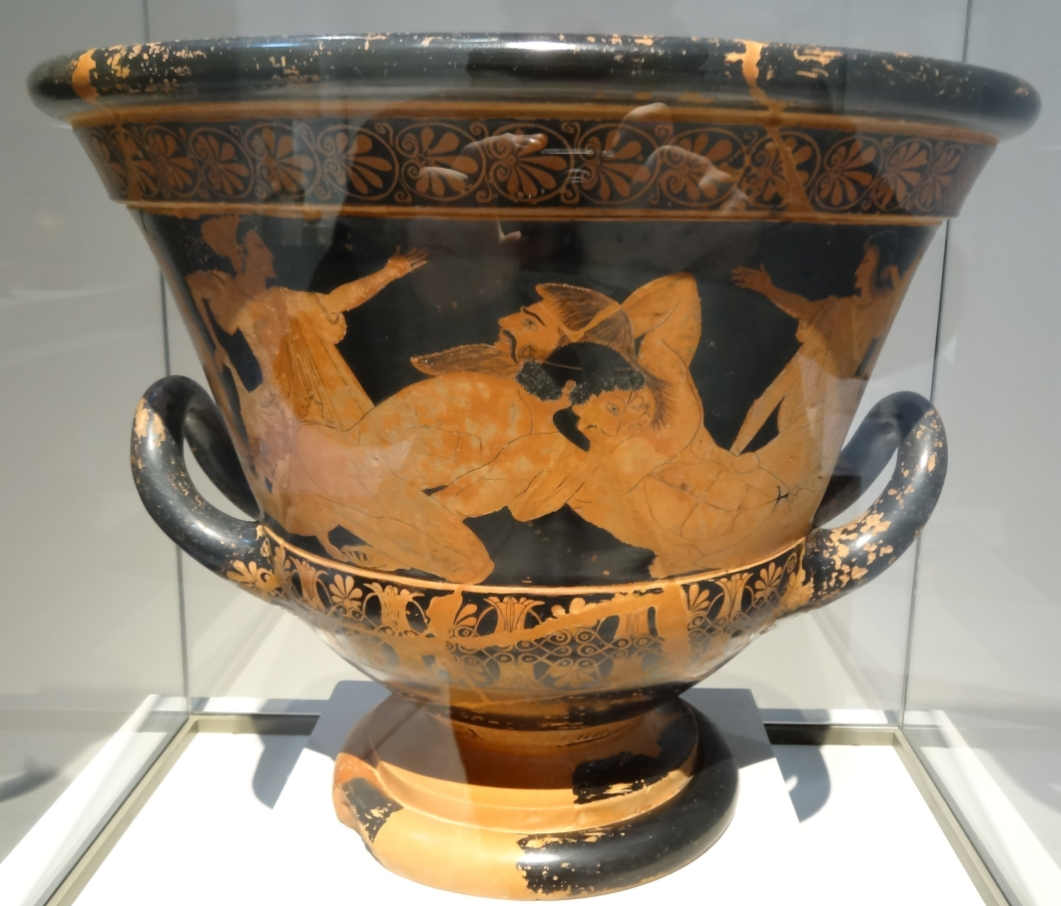
에우프로니오스 & 엑시테오스, 적회식 아티카 크라테르, 기원전 515-510년, 루브르 박물관

이들은 크라테르 중 가장 큰 종류에 속하며, 엑세키아스가 흑회식으로 개발했다고 알려져 있지만, 실제로는 거의 항상 적회식으로 발견된다. 하단 몸체는 꽃의 꽃받침처럼 생겼고, 발은 계단형이다. [[[프시크테르]]] 오류: {{전자}}: transliteration text not Latin script (pos 3: 프) (도움말) 형태의 꽃병이 스타일적으로 너무 잘 맞아떨어져서, 이 두 가지가 종종 한 세트로 제작되었을 수도 있다는 제안도 있다. 항상 몸체 하단 또는 "바닥"의 반대편에 두 개의 튼튼한 위로 향한 손잡이가 달려 있다.

### 볼루트 크라테르
소용돌이 무늬 모양의 손잡이로 정의되는 이 크라테르 유형은 기원전 6세기 초 라코니아에서 발명되었고, 이후 아티카 도공들이 채택했다. 그 생산은 기원전 4세기 말까지 풀리아주의 그리스인들에 의해 계속되었다. 그 모양과 제조 방법은 칼럼 크라테르와 유사하지만, 손잡이는 독특하다. 각각의 손잡이를 만들기 위해 도공은 먼저 장식용 원반으로 두 개의 측면 나선형("소용돌이 무늬")을 만들고, 그 둘레에 길고 얇은 점토판을 붙여 가장자리가 튀어나온 원통을 형성했다. 이 띠는 손잡이 바닥까지 계속 이어졌으며, 그곳에서 도공은 점토에 U자형 아치를 잘라낸 후 손잡이를 꽃병 본체에 붙였다.

### 벨 크라테르
벨 크라테르는 5세기 초에 처음 만들어졌는데, 이는 다른 세 가지 크라테르 유형보다 나중에 나타났다는 것을 의미한다. 이 형태의 크라테르는 손잡이가 위로 향한 뒤집힌 종처럼 생겼다. 벨 크라테르는 다른 크라테르와 달리 흑회식이 아니라 적회식이다.

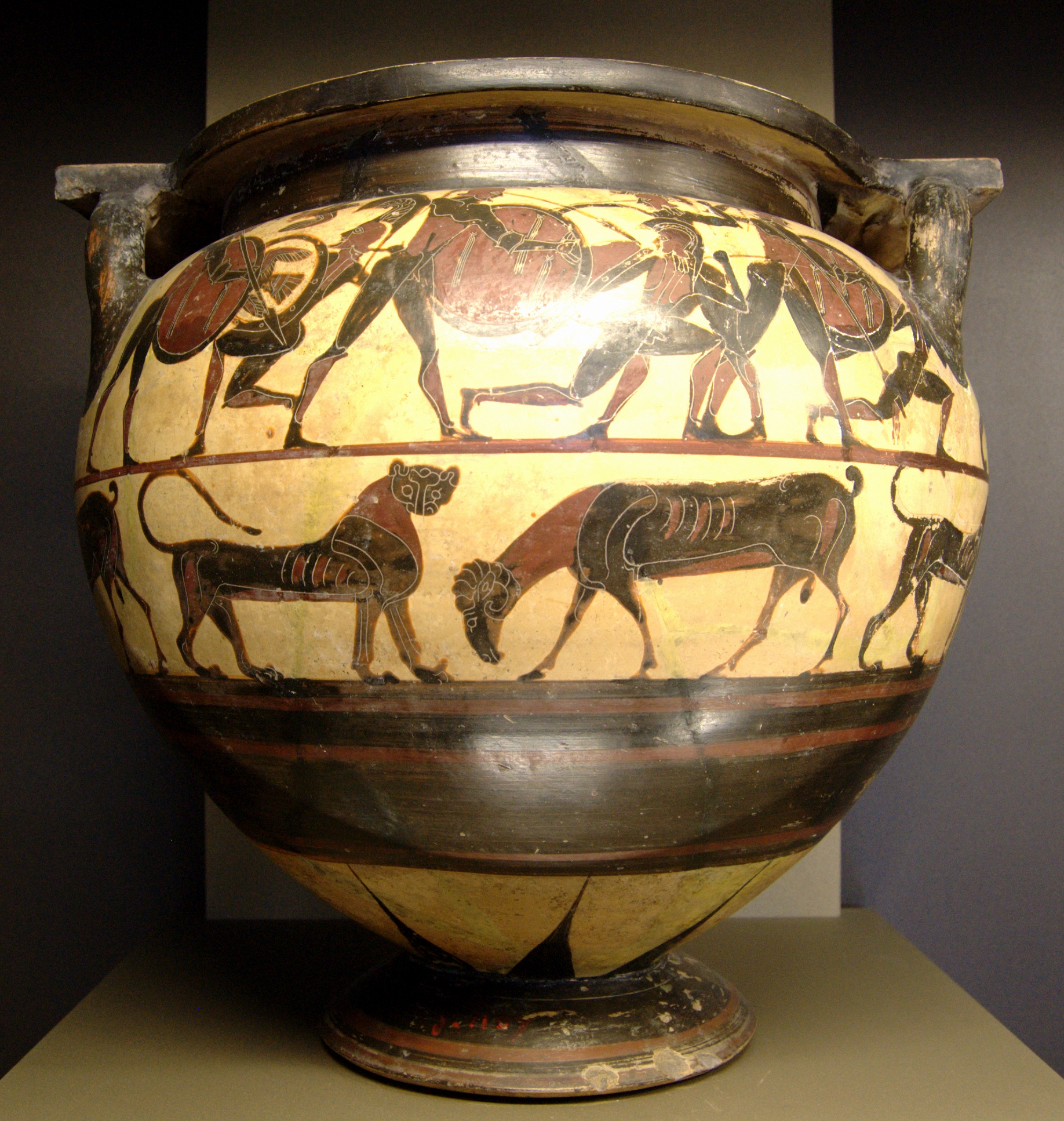
칼럼형
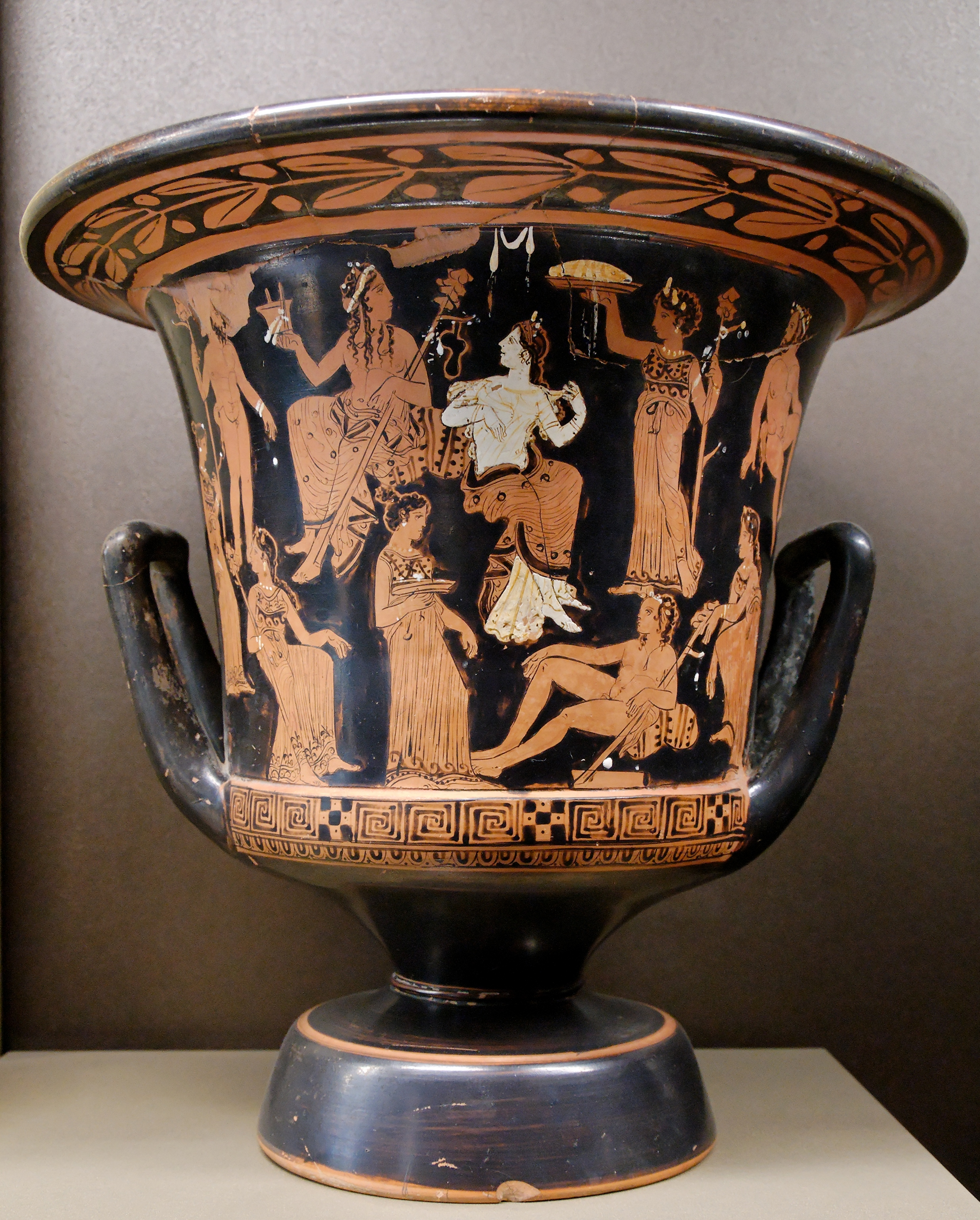
칼릭스형
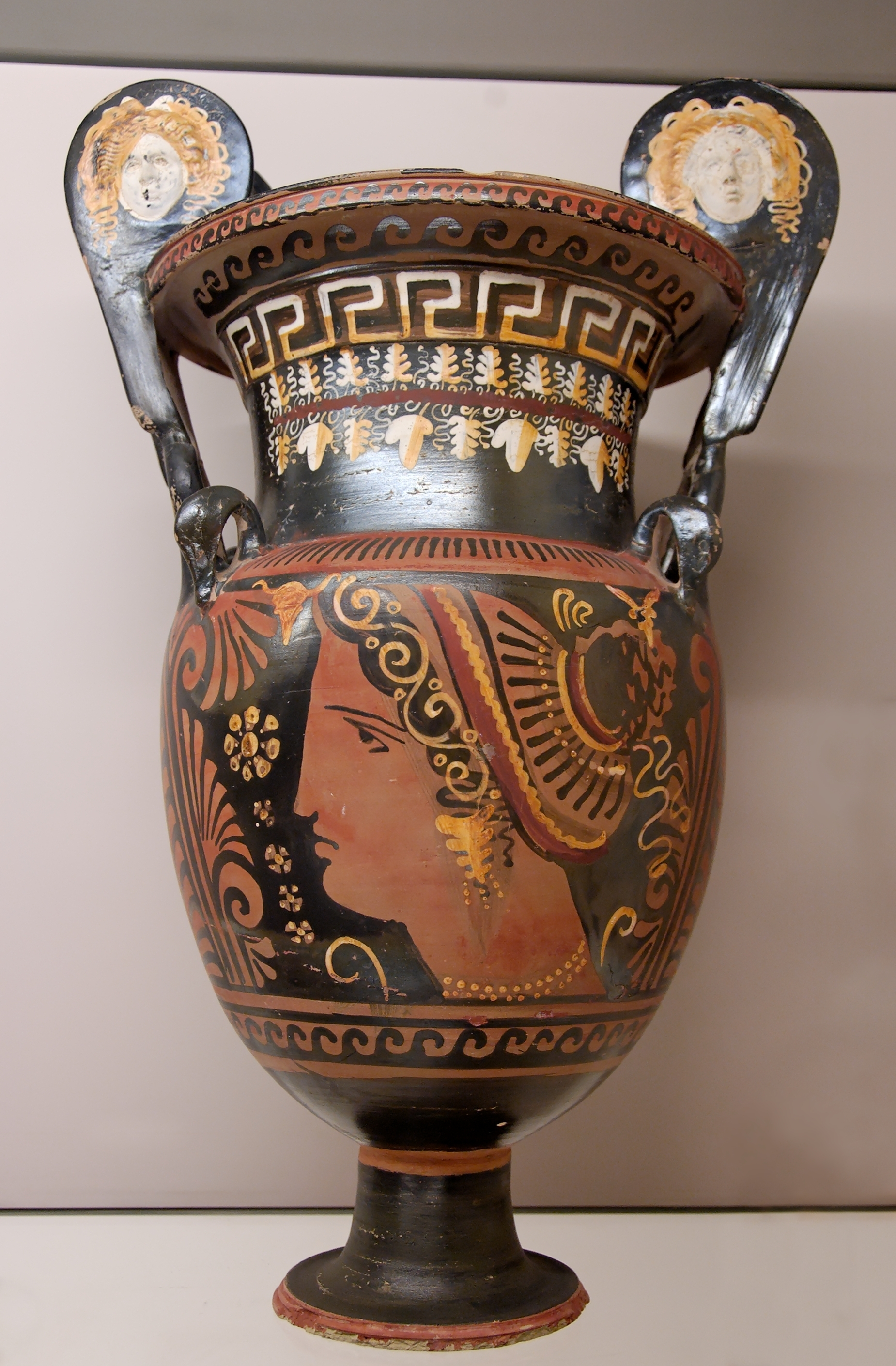
볼루트형
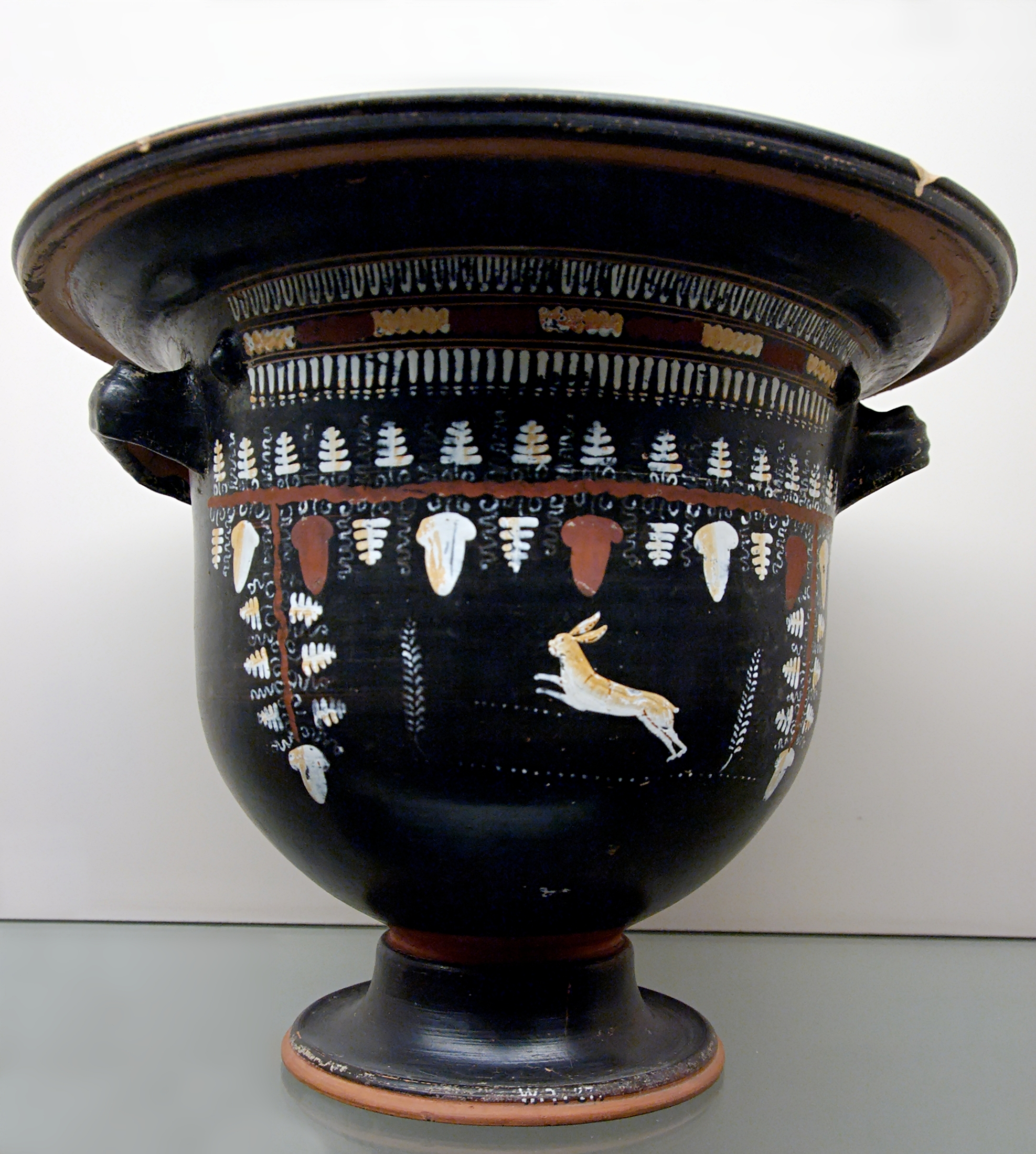
벨형

## 금속 크라테르
대부분의 학자들에 따르면, 도자기 크라테르는 원래 금속 용기를 모방한 형태였다. 이들은 고대에 흔했지만, 금속은 재활용이 가능했기 때문에 현존하는 것은 매우 드물다. 고대에서 가장 크고 유명한 금속 크라테르 중에는 사모스의 폭군 폴리크라테스가 소유했던 것과 크로이소스가 델포이 신탁에 바쳤던 것이 있다. 현존하는 몇몇 고대 청동 크라테르(또는 종종 손잡이만)는 거의 전적으로 볼루트형이다. 그 주요 생산지는 펠로폰네소스의 스파르타, 아르고스, 코린토스였다. 고전기에는 볼루트형이 칼릭스형과 함께 매우 인기가 많았으며, 코린토스 작업장 외에도 아티카 작업장도 활발했을 것이다. 볼루트형과 칼릭스형 크라테르의 절묘한 예는 마케도니아의 기원전 4세기 무덤에서 발견되었다. 그중 금도금된 데르베니 크라테르는 후기 고전 금속 공예의 뛰어난 걸작이다. 프랑스 중부의 켈트족 무덤에서 발견된 빅스 청동 크라테르는 알려진 그리스 크라테르 중 가장 큰 것으로, 높이가 1.63m이고 무게는 200kg이 넘는다. 다른 것들은 은으로 만들어졌는데, 도굴꾼에게 너무나 귀하고 유혹적이었기 때문에 무덤에 묻히지 않아 현존하지 않는다.

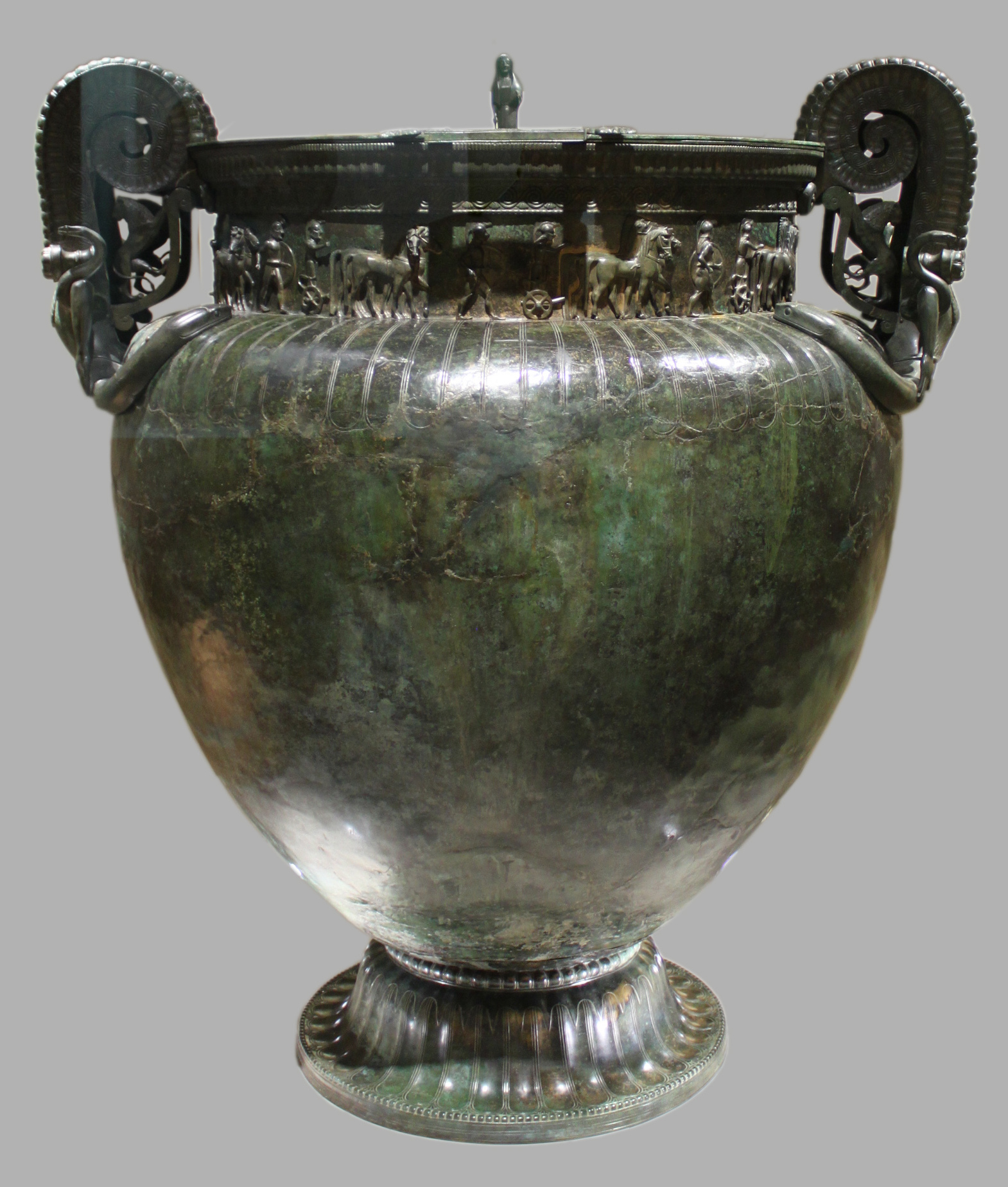
빅스 크라테르
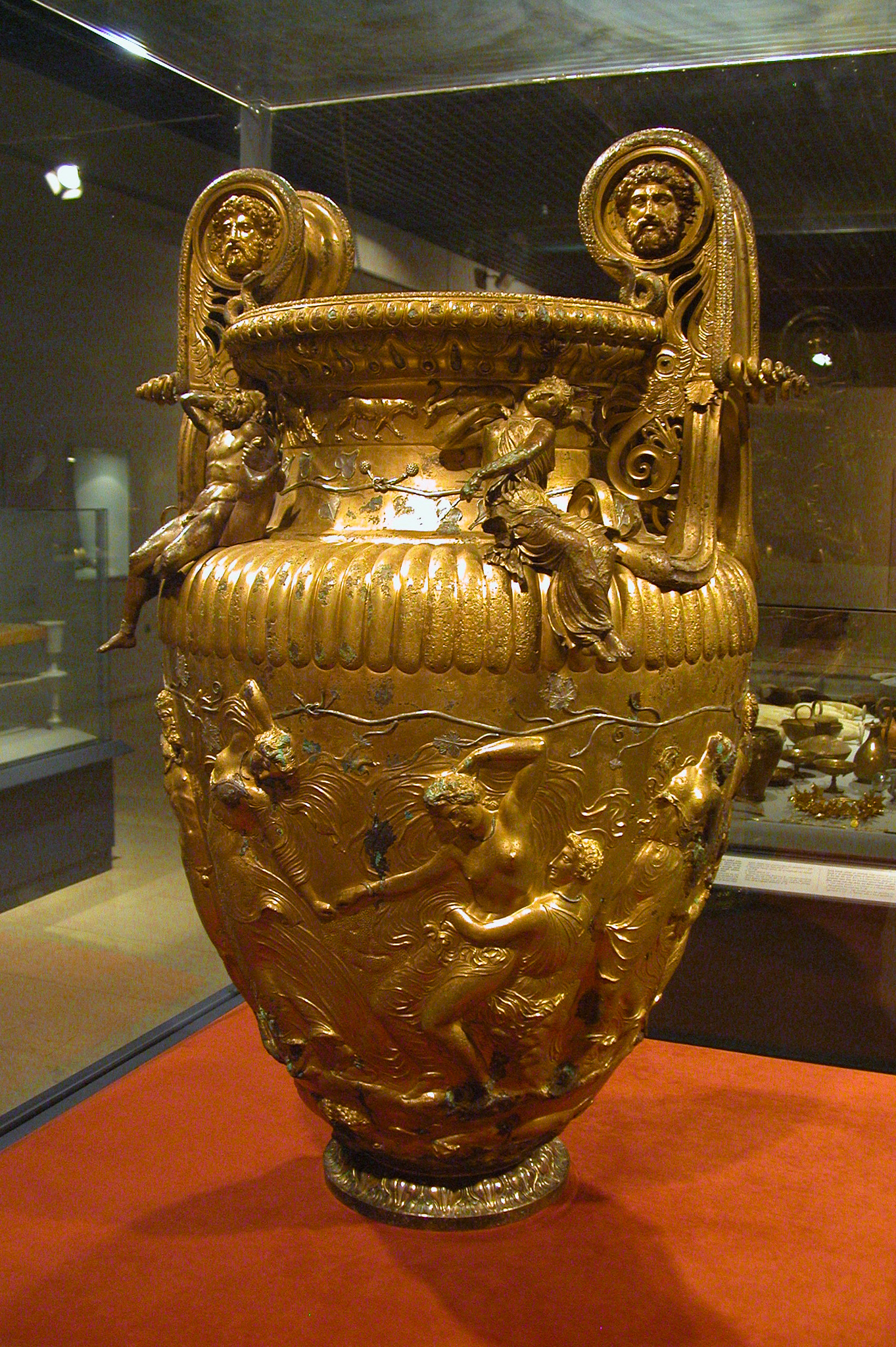
데르베니 크라테르

## 장식용 돌 크라테르
장식용 돌 크라테르는 헬레니즘 시대부터 알려져 있으며, 가장 유명한 것은 펜텔리산 대리암으로 만든 보르게세 화병과 역시 대리암으로 만든 메디치 화병이다. 이 작품들이 재발견된 후, 모조품들은 바로크와 신고전주의 시대에 정원 장식의 필수품이 되었다. 프랑스 예술가이자 조경 디자이너인 위베르 로베르는 그의 여러 작품에 보르게세 화병을 단독으로 또는 다른 돌 크라테르와 함께 포함시켰다.

## 같이 보기
- 와인 액세서리
- 포도주 시음